# (7057) Al-Fārābī
(7057) Al-Fārābī est un astéroïde de la ceinture principale.

## Description
(7057) Al-Fārābī est un astéroïde de la ceinture principale. Il fut découvert le 22 août 1990 à l'observatoire Palomar par Henry E. Holt. Il présente une orbite caractérisée par un demi-grand axe de 2,26 UA, une excentricité de 0,13 et une inclinaison de 5,1° par rapport à l'écliptique.

## Étymologie
Cet astéroïde est nommé en l'honneur d'Al-Fārābī.